# Мортон Каплан
Мортон Каплан (англ. Morton Kaplan; 9 травня 1921 — 26 вересень 2017) — американський професор політичних наук, фахівець із міжнародних відносин, геополітик. Учень одного із засновників школи структурно-функціонального аналізу Роберта Мертона. Почесний професор політичної науки (у відставці) ун-ту Чикаго. Президент Міжнародної академії миру. Редактор часопису «І-й світ» (World&I) корпорації Washington Times у 1986—2004 рр. Критик ідеології комунізму і політичних курсів, реалізованих СРСР. Опублікував близько 30 книг і 100 статей і монографій.

## Біографія
Навчався в університетах — Темпльскому (Філадельфія), Стенфордському. У 1951 році захистив кандидатську дисертацію на соціологічному факультеті Колумбійського університету (Нью-Йорк). Працівник Центру міжнародних досліджень (the Center of International Studies) Прінстонського ун-ту та Центру поглиблених досліджень у поведінкових науках (the Center for Advanced Study in the Behavioral Sciences)

## Внесок
У 1966 під час других Великих дебатів теоретиків міжнародних відносин — традиціоналістів та біхевіористів запропонував розглядати системний рівень аналізу міжнародних відносин і вніс у дослідницьку методологію політологів-міжнародників відповідний інструмент -системний аналіз
На думку Мортона Каплана, в ході дослідження міжнародних систем необхідно, в першу чергу, звертати увагу на вивчення умов, в рамках яких ці системи існують або трансформуються. Виходячи з цього, він виділяє п'ять змінних, які властиві кожній міжнародній системі:
- основні правила системи, що описують відносини між акторами (їх поведінка залежить як від індивідуальної волі і цілей, так і від характеристик системи);
- правила трансформації системи, які виражають закони зміни систем;
- правила класифікації акторів;
- правила класифікації здібностей акторів;
- правила класифікації інформації[9].

На основі політичного реалізму Мортон Каплан в книзі «Система і процес у міжнародній політиці» (1957 р.) виділив (запропонував) декілька (шість) типів міжнародних систем:
- Система балансу сил (в ній повинно існувати не менше п'яти великих держав, інакше система трансформується в біполярну).
- Гнучка біполярна система (учасниками є не тільки держави, а й союзи і блоки, а також міжнародні організації). Виділяються два підтипи гнучкої біполярної системи: ієрархізована (союзники по коаліції підкоряються волі держави-лідера) і неієрархізована (лінія блоку формується на основі взаємних консультацій).
- Жорстка біполярна система (сувора ієрархізація двох існуючих блоків, відсутність нейтральних держав, обмежена роль універсального актора в особі міжнародних організацій).
- Універсальна система (переважна роль універсального актора, високий ступінь політичної однорідності, існування правил поведінки в рамках міжнародної системи).
- Ієрархічна система (національні держави втрачають своє значення, трансформуючись в територіальні одиниці, система світової держави).
- Система одиничного вето (кожен актор може блокувати систему за допомогою шантажу, самостійно захищати себе від будь-якого супротивника)[10][11].

На думку Мортона Каплана, мультиполярні і біполярні системи несуть в собі певні ризики. Виходячи з цього, він виділив кілька правил стабільності для кожної з цих систем.
Для мультиполярної системи таких правил шість:
1. розширювати свої можливості (краще за допомогою переговорів, а не війни);
2. краще воювати, ніж не розширювати свої можливості;
3. краще припинити війну, ніж знищувати велику державу;
4. чинити опір будь-якої нації чи коаліції, яка прагне до домінуючого положення в системі;
5. протистояти ідеї підпорядкування держави вищої влади;
6. ставитися до всіх великих держав як до партнерів, дозволяючи таким, що програв країнам, знову стати частиною системи[12].

Для біполярної системи М. Каплан виділив чотири правила:
1. прагнути до розширення своїх можливостей у порівнянні з можливостями іншого блоку;
2. краще воювати, ніж дозволити протилежного блоку зайняти домінуюче становище в системі;
3. прагнути підпорядкувати цілі універсальних акторів своїм цілям, а цілі ворожого блоку — цілям універсальних акторів;
4. прагнути до розширення свого блоку, але зберігати терпимість по відношенню до неприєднаних держав[13].

Розглядаючи основні правила трансформації міжнародних систем, Мортон Каплан приходить до ряду важливих висновків. На його думку, неієрархізована гнучка біполярна система тяжіє до мультиполярної системи, а ієрархізована трансформується або в жорстку біполярну, або в ієрархічну систему.
М. Каплана запропонував теорію справедливості альтернативну до концепції Дж. Роулза — «тест (перевірку) принципів» — різновид рішення, спрямованого на перевірку людського вибору (соціального, політичного, морального). На відміну останнього від вважав що окремі політичні та соціальні правила можливо відокремити одні від одних.

## Праці
Шаблон:ID autority
- Science, Language and the Human Condition
- Law in a Democratic Society
- System and Process in International Politics (1957)
- The Many Faces of Communism (Ed 1979).[14]
- System and Process in International Politics, (Wiley & Sons, 1957).
- On Historical and Political Knowing: An Inquiry into Some Problems of Universal Law & Human Freedom, (University of Chicago Press, 1971).
- On Freedom and Human Dignity: the Importance of the Sacred in Politics, (General Learning Press, 1973).
- Towards Professionalism in International Theory: Macrosystem Analysis, (Free Press, 1979).
- Great Issues of International Politics: the International System and National Policy, (Aldine, 1970).
- Isolation or Interdependence?: Today's Choices for Tomorrow's World, (Free Press, 1975).
- Consolidating Peace in Europe: A Dialogue between East and West, (Paragon House Publishers, 1987).